# Oľšov
Oľšov é um município da Eslováquia, situado no distrito de Sabinov, na região de Prešov. Tem 10,17 km² de área e sua população em 2018 foi estimada em 381 habitantes.

## Demografia
| Ano:        | 1994 | 2004    | 2014   | 2024   |
| ----------- | ---- | ------- | ------ | ------ |
| Broj ljudi: | 359  | 407     | 396    | 366    |
| Razlika:    |      | +13,37% | -2,70% | -7,57% |

| Ano:               | 2023 | 2024   |
| ------------------ | ---- | ------ |
| Número de pessoas: | 364  | 366    |
| Diferença:         |      | +0,54% |